# Skärholmen
För andra betydelser, se Skärholmen (olika betydelser).
Skärholmen är en stadsdel i Söderort inom Skärholmens stadsdelsområde i Stockholms kommun. Stadsdelen gränsar till Sätra och Vårberg, till Segeltorp, Kungens kurva och Vårby i Huddinge kommun samt till Ekerö kommun. Skärholmen och Vårberg överfördes från Huddinge kommun 1963, samma år som generalplanen för stadsdelen fastställdes. Skärholmen ligger i Stockholms sydvästra hörn utefter Stockholms tunnelbanas röda linje. Stadsdelens yta uppgår till 189 hektar land och 4 hektar vatten. 

## Historik

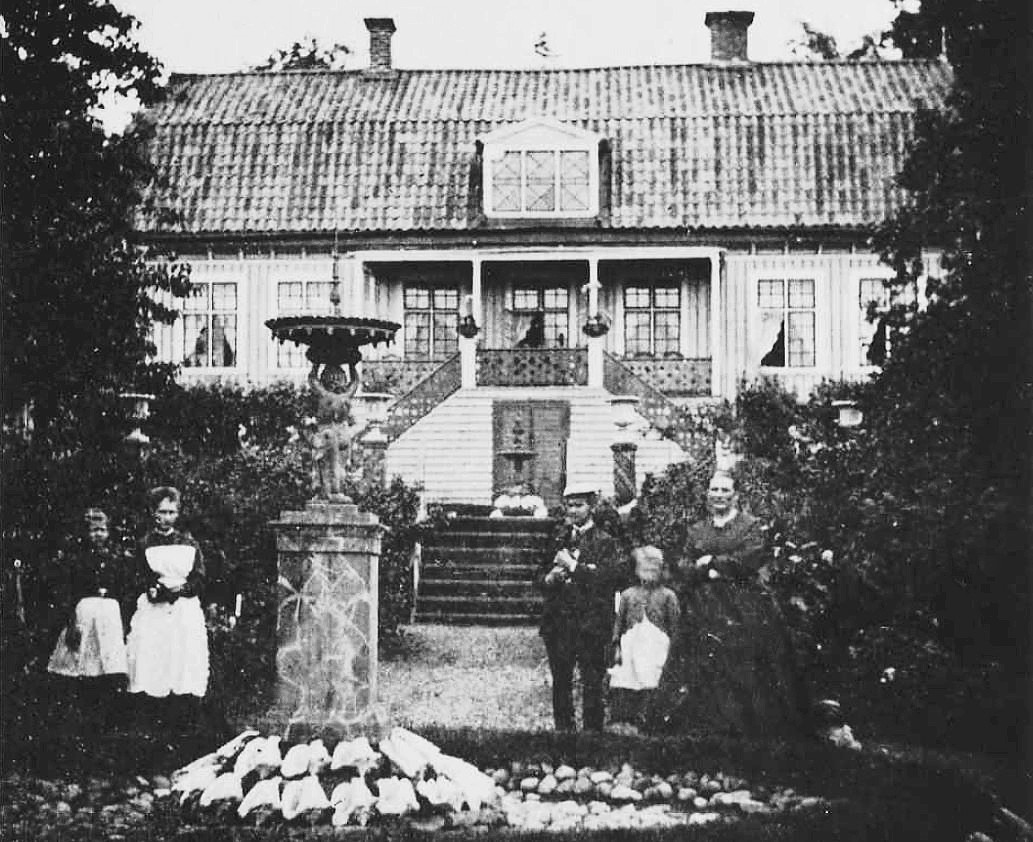
Skärholmens gård kring 1870.

Namnet Skärholmen kommer från den gård, Skärholmens gård, som ännu finns kvar vid Mälaren. Gården var ett torp som tillhörde Vårby gård och under 1700-talet byggdes det om och fick sitt nuvarande utseende.
I Skärholmen finns talrika fornlämningar. En av dessa är Domarringen i Skärholmen, ett större gravfält från bronsåldern och järnåldern beläget vid Stävholmsgränd strax söder om Skärholmens centrum. Gravplatsen undersöktes 1966–1967 och det visade sig då att människor har bott på platsen sedan stenåldern. Domarringen i Skärholmen är unik som gravform i Stockholm, därför återuppfördes den yttre stenkransen efter undersökningen medan resten av gravfältet togs bort för att bereda plats för radhusbebyggelse. Nordost om Skärholmens gård finns Skärholmens fornborg från vikingatiden med strategiskt läge på en bergknalle nära den forntida farleden till Helgö och Birka.
Markområdet där Skärholmens centrum ligger tillhörde ursprungligen Smista gård och hela området tillhörde Huddinge kommun fram till 1 januari 1963, då det inkorporerades i Stockholms stad. Eftersom det i Huddinge sedan tidigare fanns bebyggelse med Smistas namn valdes namnet Skärholmen för det storcentrum och stadsdel som var under planering. Området var på den tiden ett jordbrukslandskap med skogklädda höjder och dalgångar. 

### Historiska bilder

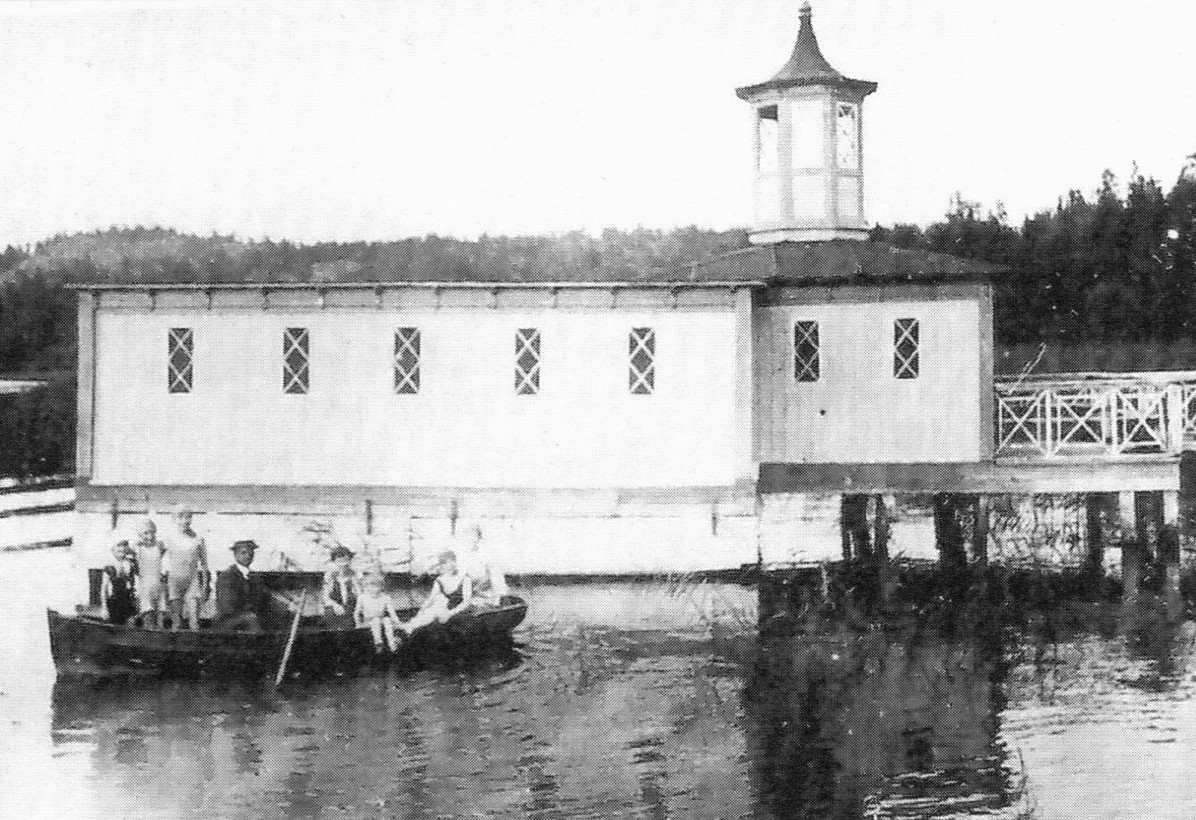
Badhus vid Skärholmens gård, 1922.
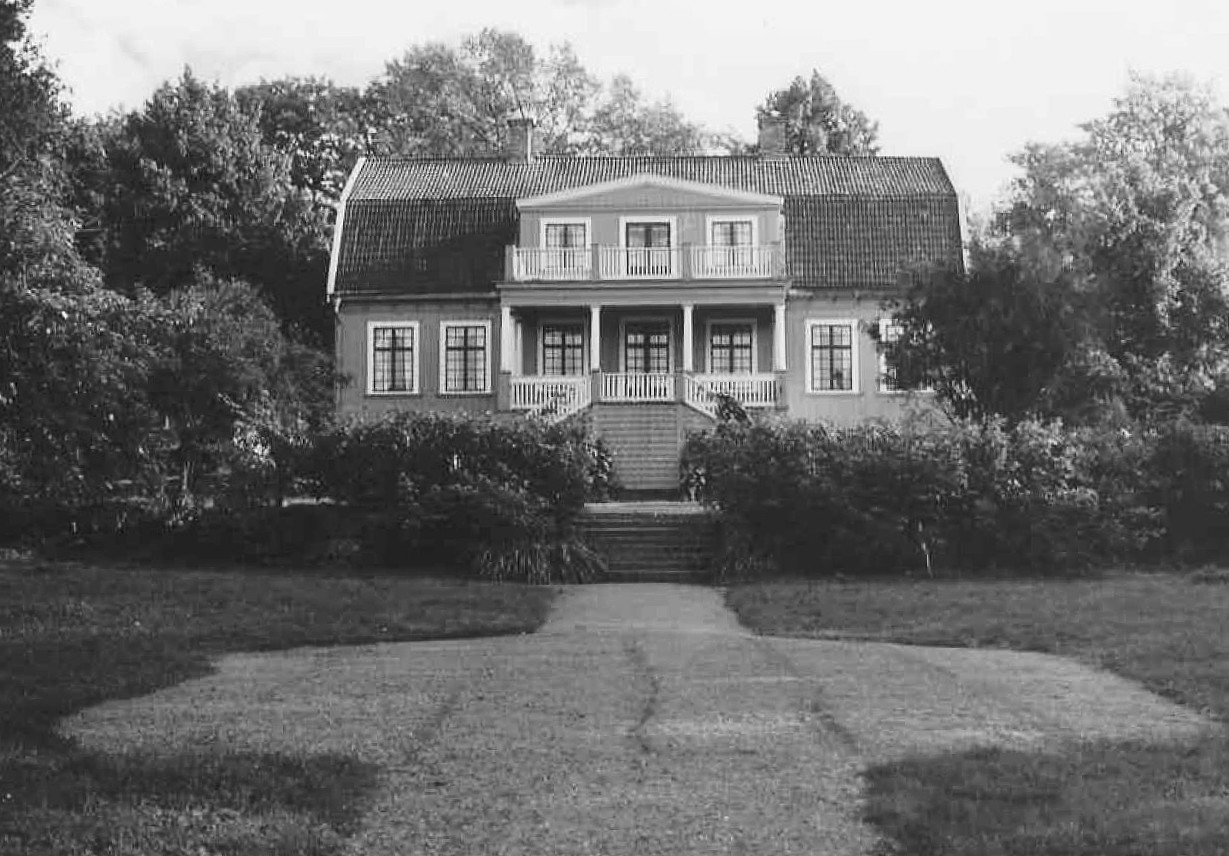
Skärholmens gård, 1962.
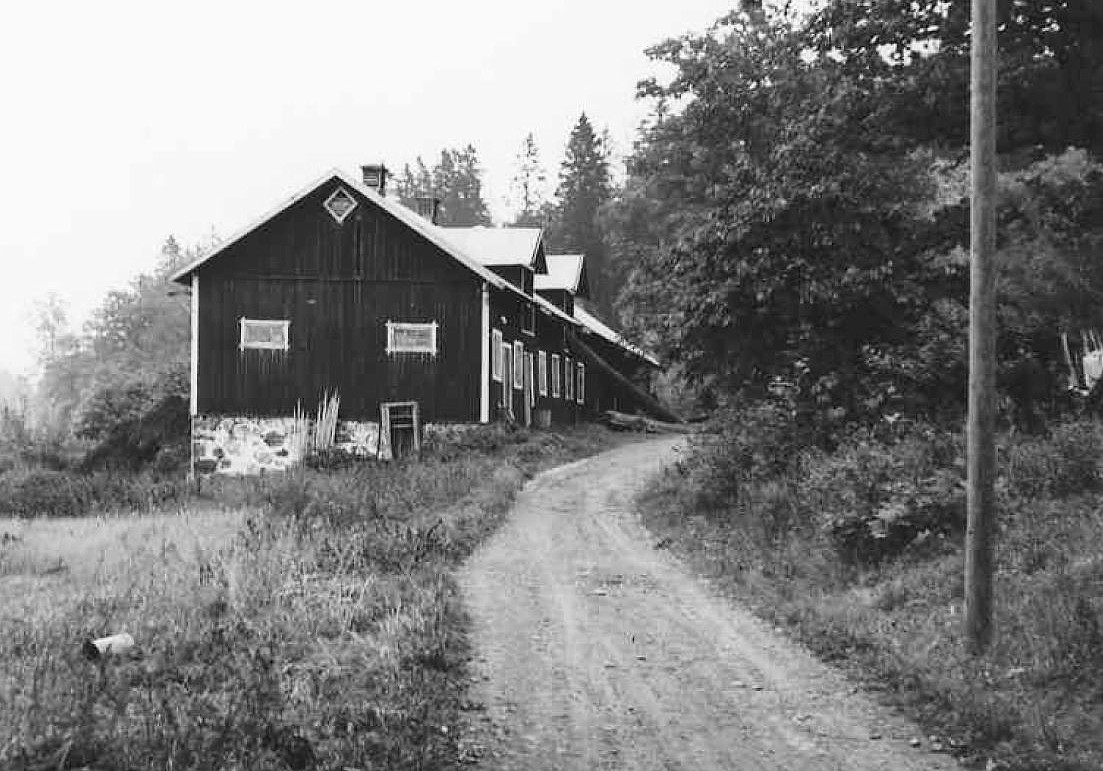
Lantlig omgivning vid Skärholmens gård, 1962.
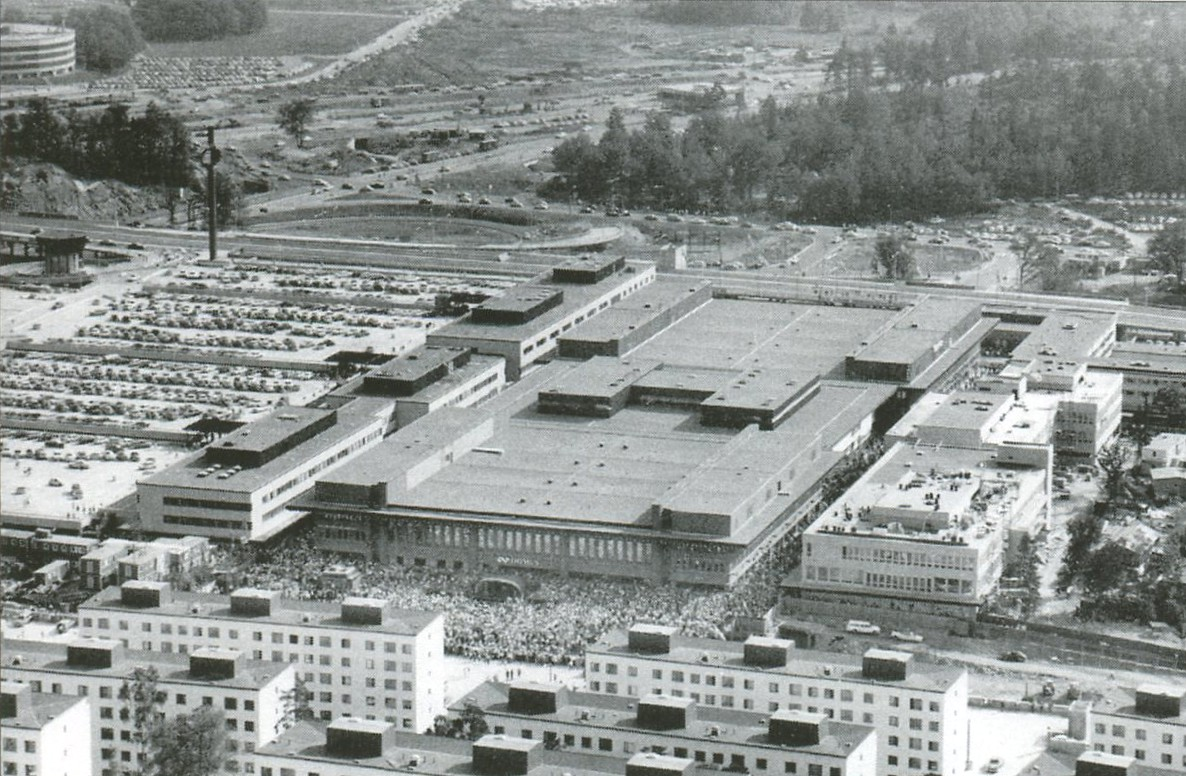
Invigningen 9 september 1968, i bakgrunden syns det nyöppnade Ikea Kungens kurva.
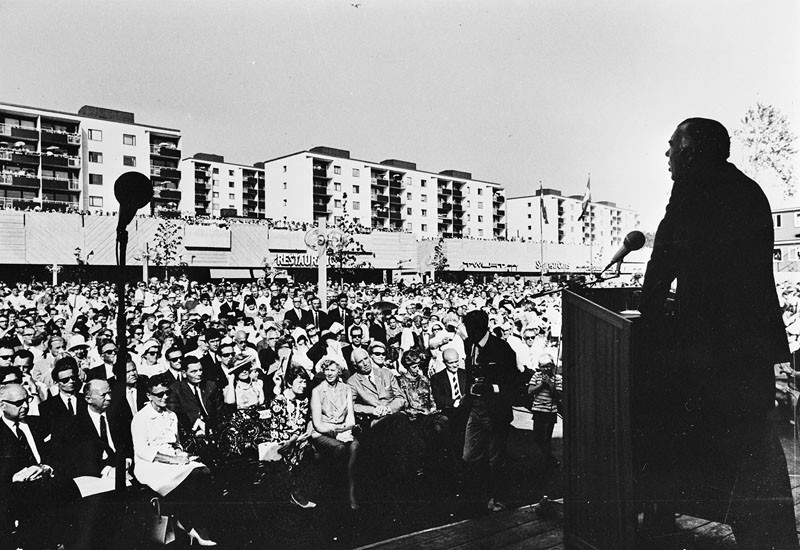
Prins Bertil inviger Skärholmen med tal på Skärholmstorget, 9 september 1968.

## Stadsbild

### Det nya Skärholmen planeras och byggs

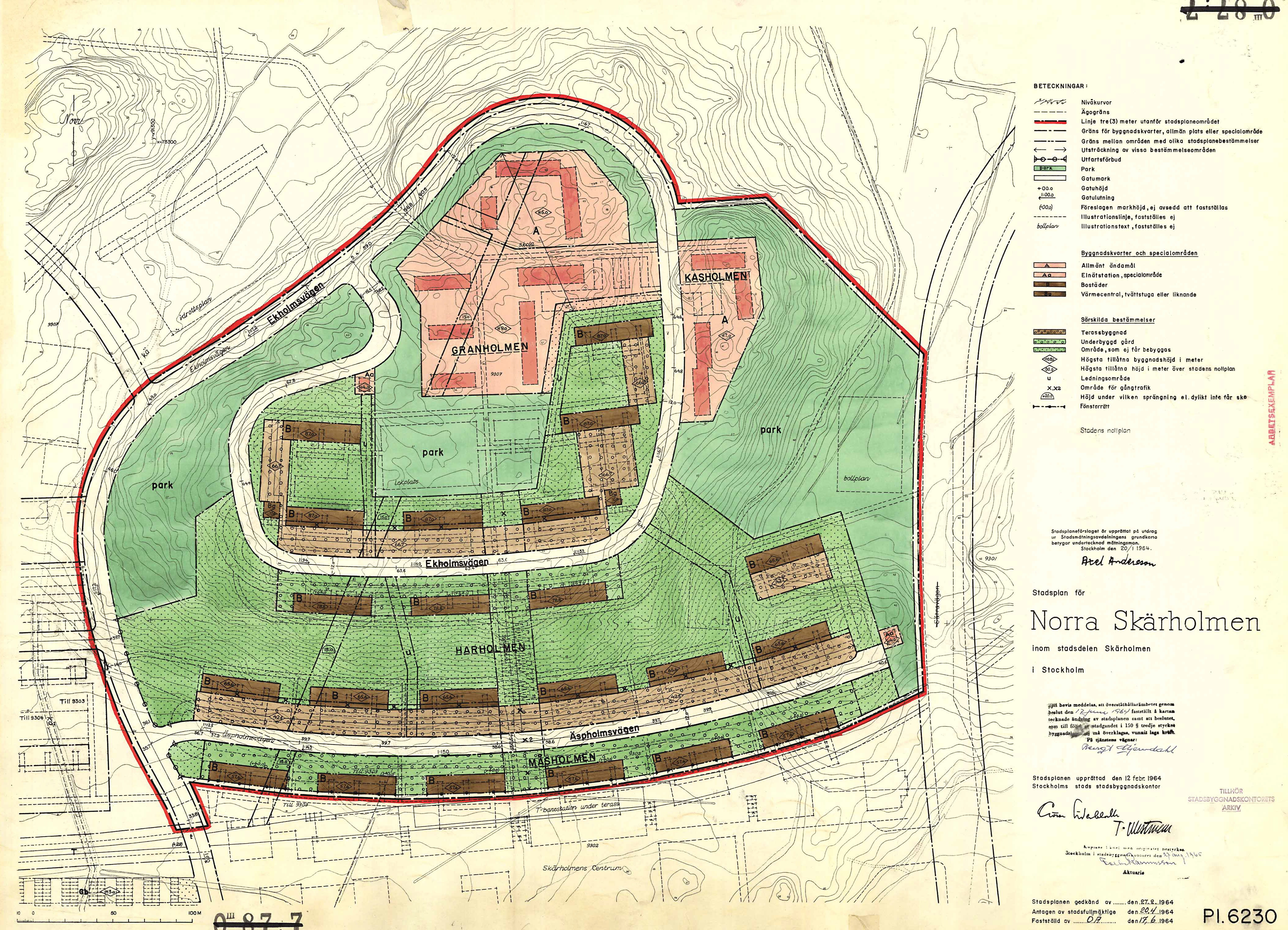
Stadsplan, norra Skärholmen, 1964.

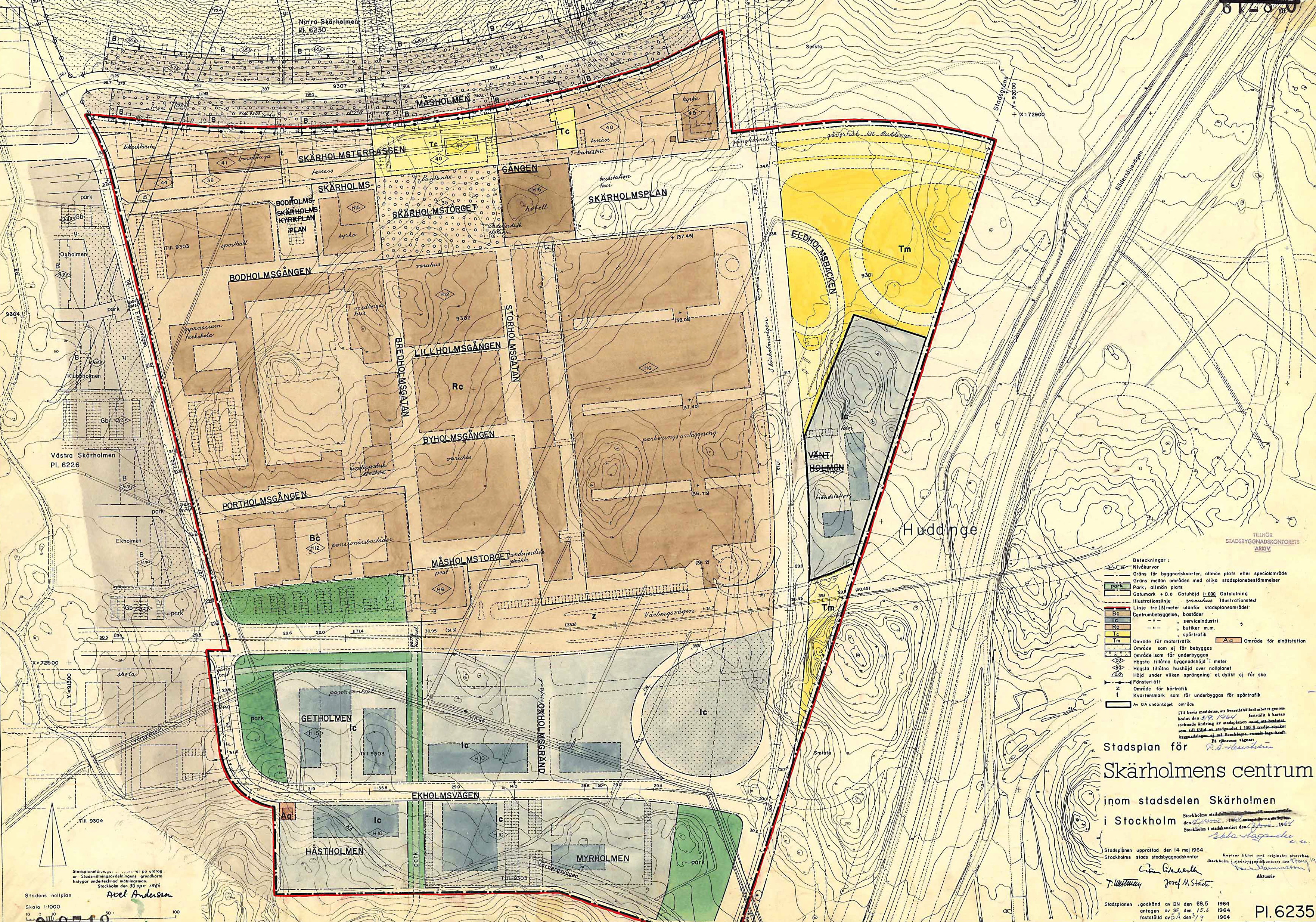
Stadsplan, Skärholmens centrum, 1964.

En generalplan fastställdes 1963, tanken var att Skärholmen skulle bli ett områdescentrum för de angränsande stadsdelarna i sydvästra Stockholm och planeringen följde Scaft-planerna, en plan för trafikseparering, vars mål var att skilja bil- och gångtrafik åt. Vid bostäderna anlades bilfria gångvägar, gångtunnlar, gångbroar och stora parkeringsplatser. Bostadsområden som byggdes under reformen planerades med kommersiell och samhällelig service, rekreationsanläggningar, arbetsplatser, kyrka och skolor. Den nya förorten fick även en egen biograf som fick namnat Vågen. Den invigdes den 24 april 1969 och lades ner 2004. Service av olika slag skulle finnas i centrumanläggning och den planerades med utgångspunkten att den skulle kunna användas kvällar och helger, för kurser, dans och föreningsmöten. I den stora centrumanläggningen skulle boende även ha ett rikt utbud av butiker för handel med sällanköpsvaror.  
Åtta olika stadsplaner togs fram under ledning av Göran Sidenbladh, Nils Oelrich och Torsten Westman. Stadsplanerna dominerades av viljan av att Skärholmen skulle bli en stadsdel för bilisterna. Man beräknade att invånarna i flerbostadshusen skulle ha tillgång till minst 1 ½ bil per hushåll, medan de i eget hus skulle ha tillgång till minst två bilar. Uppdraget att bygga Skärholmen och dess centrumanläggning gick till Svenska bostäder, Stockholmshem och Riksbyggen. I centrum byggdes för alla shoppande ett stort parkeringshus i fyra plan för 4 000 bilar. Anläggningen blev norra Europas största parkeringshus. Så många bilar blev det aldrig i Skärholmen, och en del av parkeringshuset har tidigare använts av Skärholmens loppmarknad. Senare har olika affärslokaler uppförts inom olika delar av parkeringshuset.
Större delen av stadsdelen uppfördes 1964–1975, och de första inflyttningarna skedde den 1 september 1965 på Ekholmsvägen 79–91.

#### Kritik mot miljonprogrammet
Liksom stora delar av miljonprogrammet utsattes Skärholmens byggnadsplanering och utförande för en massiv kritik. Dagens Nyheter skrev den 10 september 1968: “Riv Skärholmen”. Det var två dagar efter invigningen. I tidningens artikel kunde man bland annat läsa: “Skärholmens skyline är en kuliss kring ett förortscentrum som är ett av de mest människoföraktande som hittills byggts, en för sen import av amerikansk stadsplanering från slutet av fyrtiotalet, föråldrad redan då.” Artikeln utlöste ett massmedialt drev mot miljonprogrammet i allmänhet och Skärholmen i synnerhet (se även Skärholmsdebatten).

### Fokus Skärholmen
Fokus Skärholmen är ett stadsbyggnadsprojekt från år 2016, som omfattar stadsdelarna Bredäng, Sätra, Skärholmen och Vårberg. Pilotprojektet ska utveckla en metod för att ta fram större generella detaljplaner för Stockholms stad i framtiden. Målet med projektet är planlägga 4 000 bostäder fram till 2018 och stärka stadsdelarnas utbud av bostäder, skolor, förskolor, arbetsplatser, mötesplatser och grönområden. En viktig målsättning i projektet är att stärka den sociala hållbarheten i stadsutvecklingsområden. I projektet Fokus Skärholmen är  ”stadens puls i förortens grönska” i fokus. Projektet syftar till att ta hänsyn till värdefulla kvalitéer i stadsdelen och tillföra nya värden som kan utveckla och stärka stadsdelen. I Skärholmens centrum planeras det för cirka 500–1 000 bostäder .

## Skärholmens centrum
Skärholmens centrum invigdes den 8 september 1968 och är uppbyggt kring ett system av gågator och två torg. Under dessa går lastgator och tunnelbanan. Förutom butiker finns här medborgarhus, två kyrkor, två moskéer, kontor och sporthall. 1984 glasades centrumet in (förutom Bredholmsgatan).
Ett stort projekt påbörjades år 2004. Målet var att bygga ut Skärholmens centrum till en av de största centrumanläggningarna i Norden. Ytterligare delar inglasades och nya affärer med det vanliga utbudet för shopping öppnade. Det nya centrumet, som nu fick namnet SKHLM, invigdes hösten 2008.

## Nutida bilder, bebyggelse

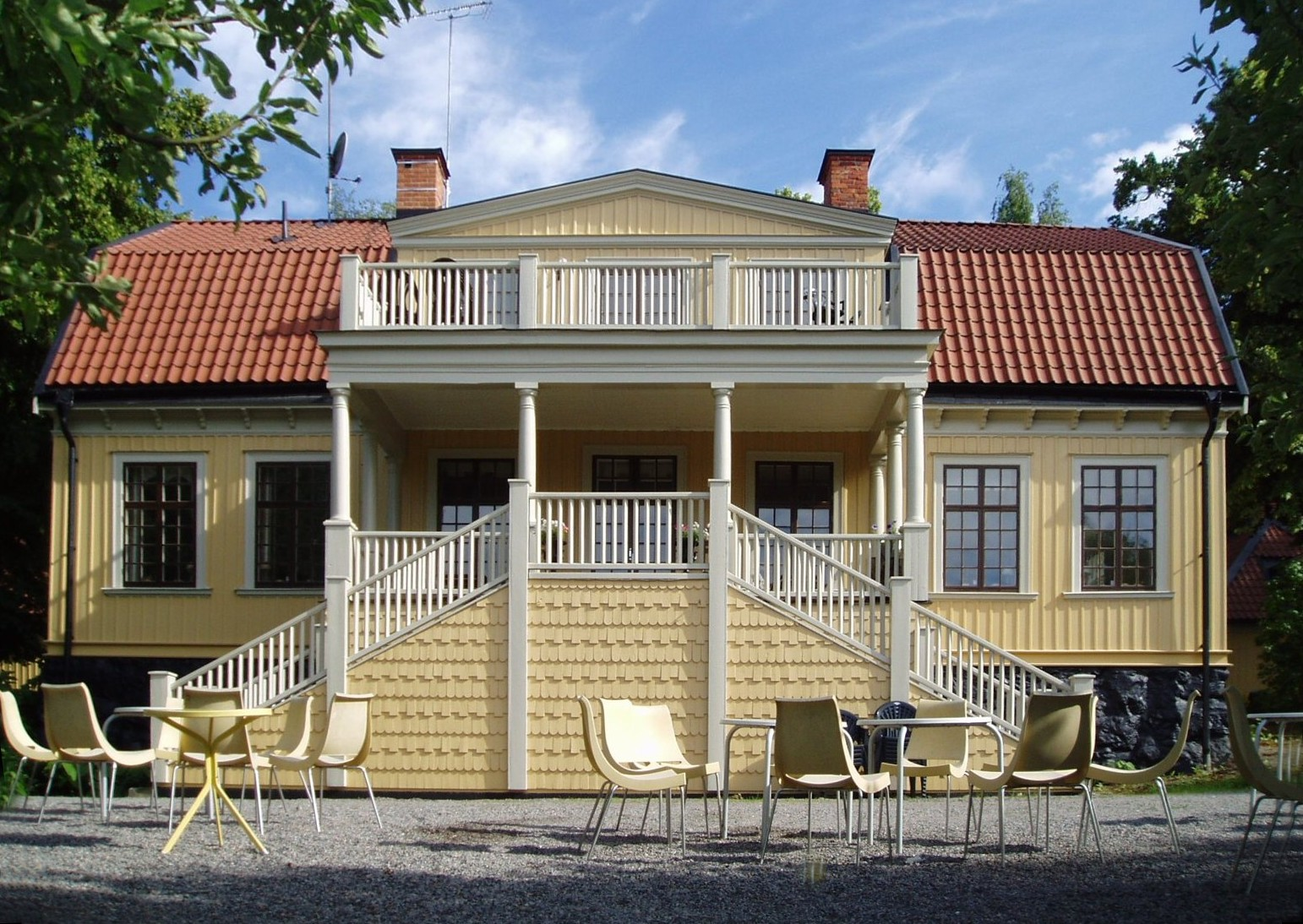
Skärholmens gård efter upprustning och renovering, foto från 2008.
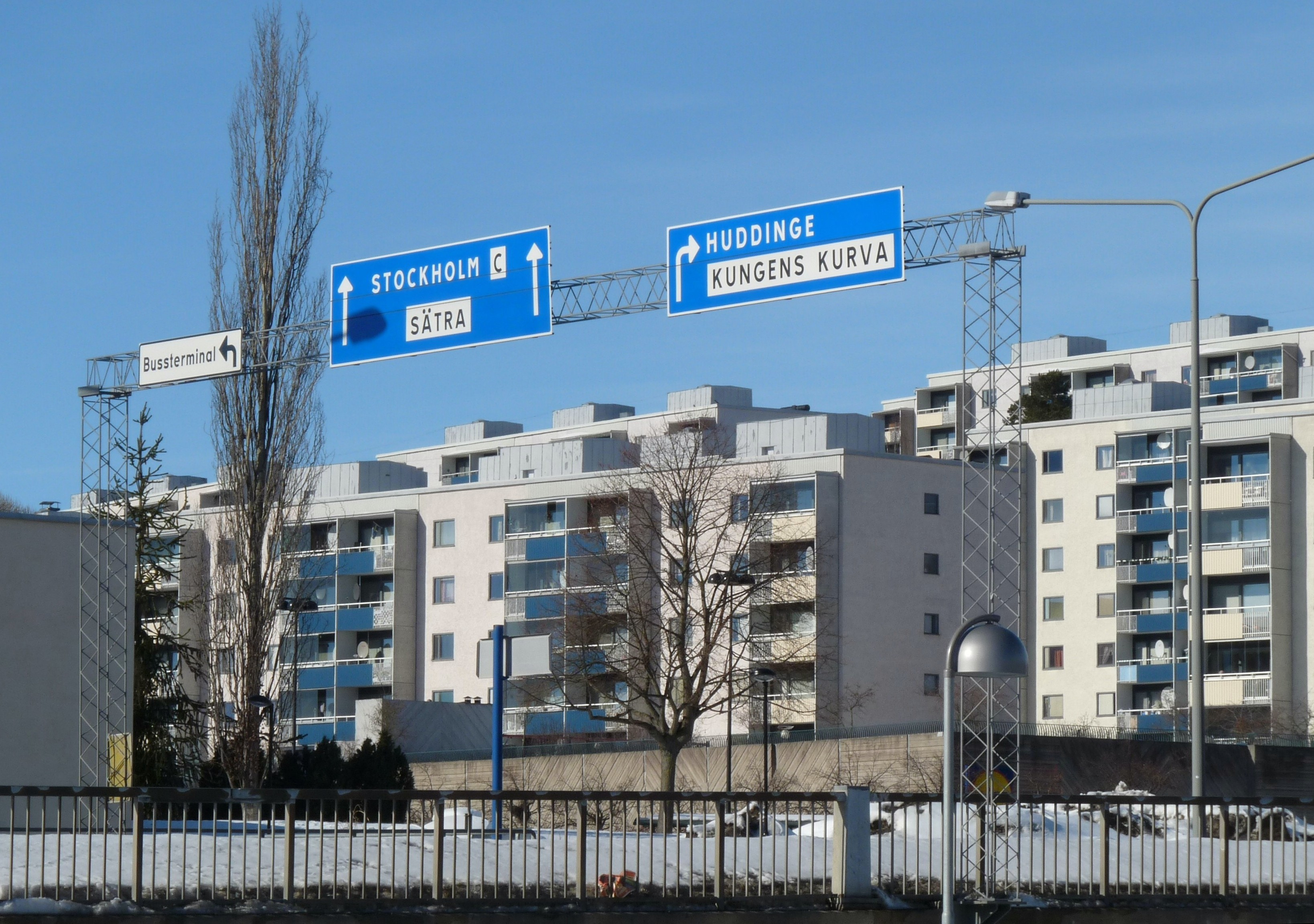
Typiska bostadshus.
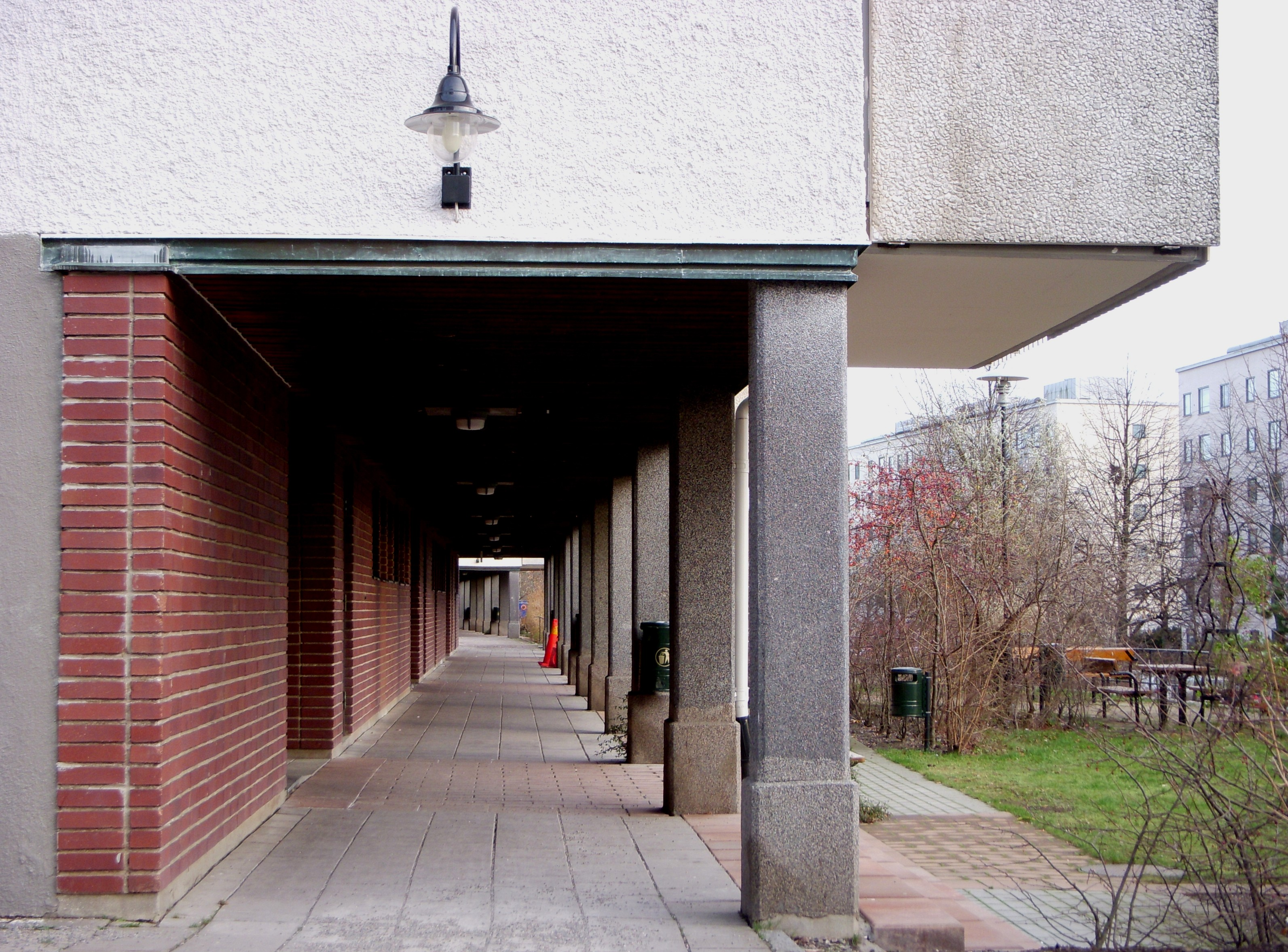
Pelargången i bostadsområdet vid Ekholmsvägen.
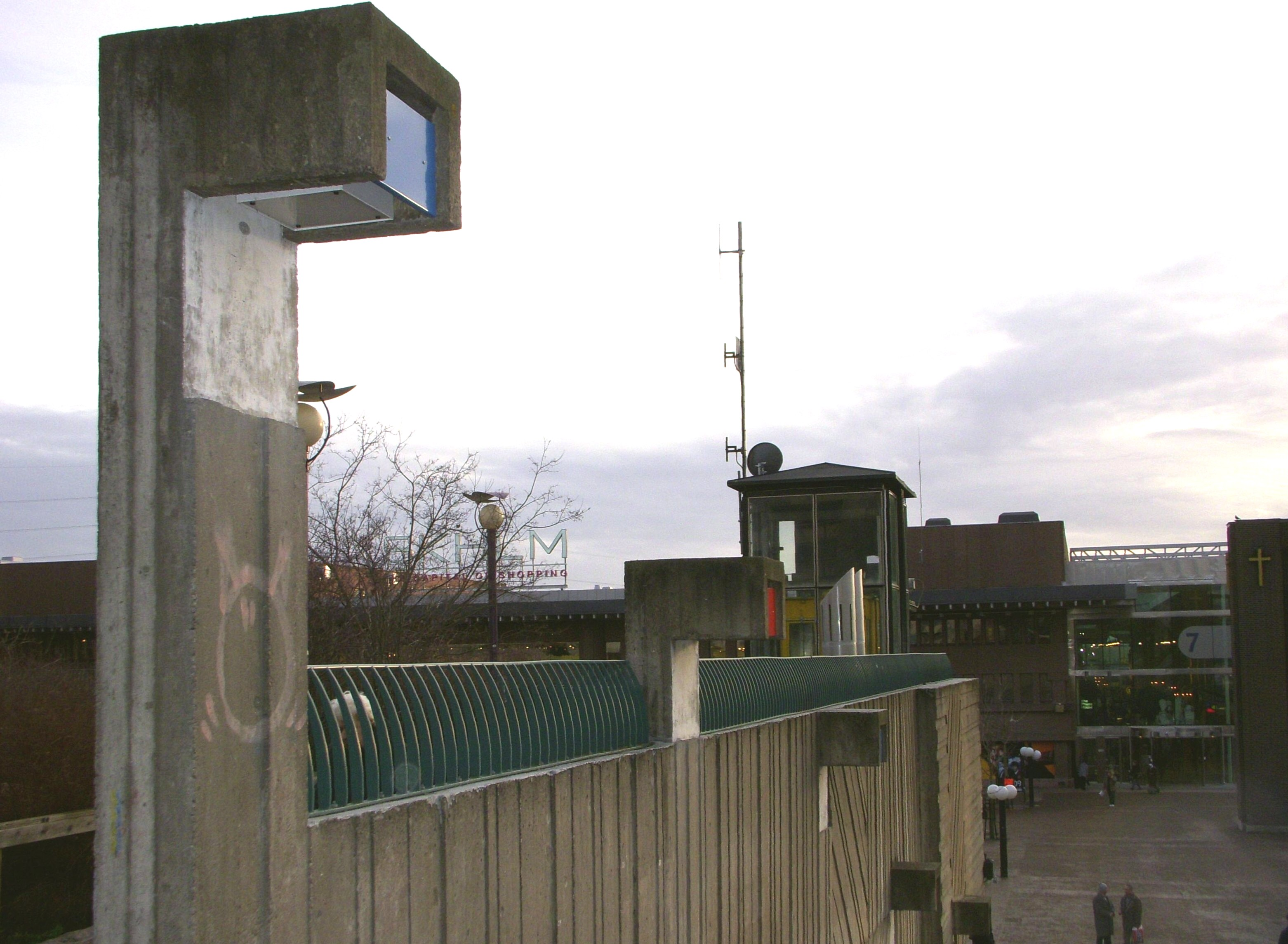
1960-talets betongarkitektur går igen i belysningsarmaturen
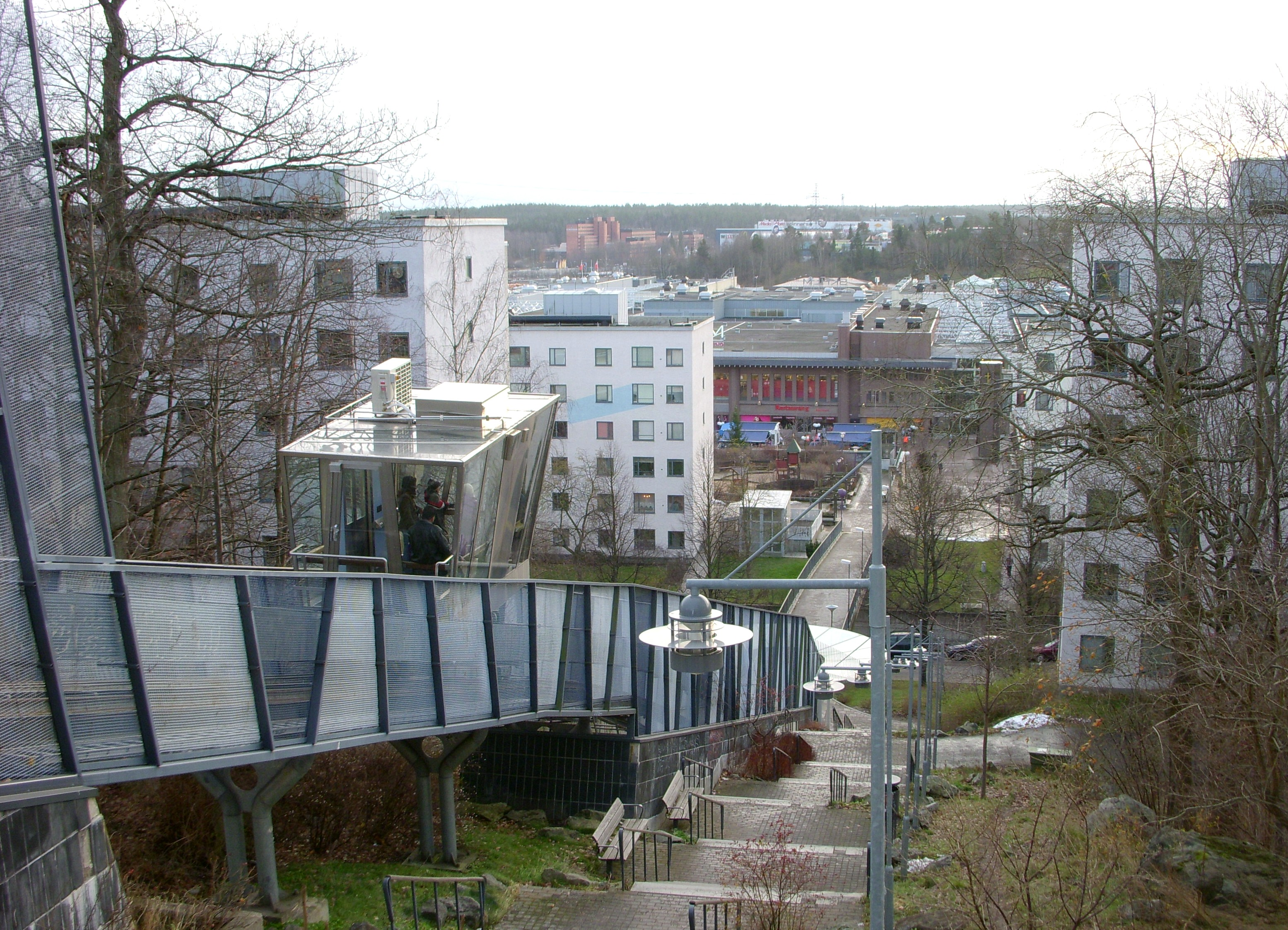
Skärholmens bergbana.

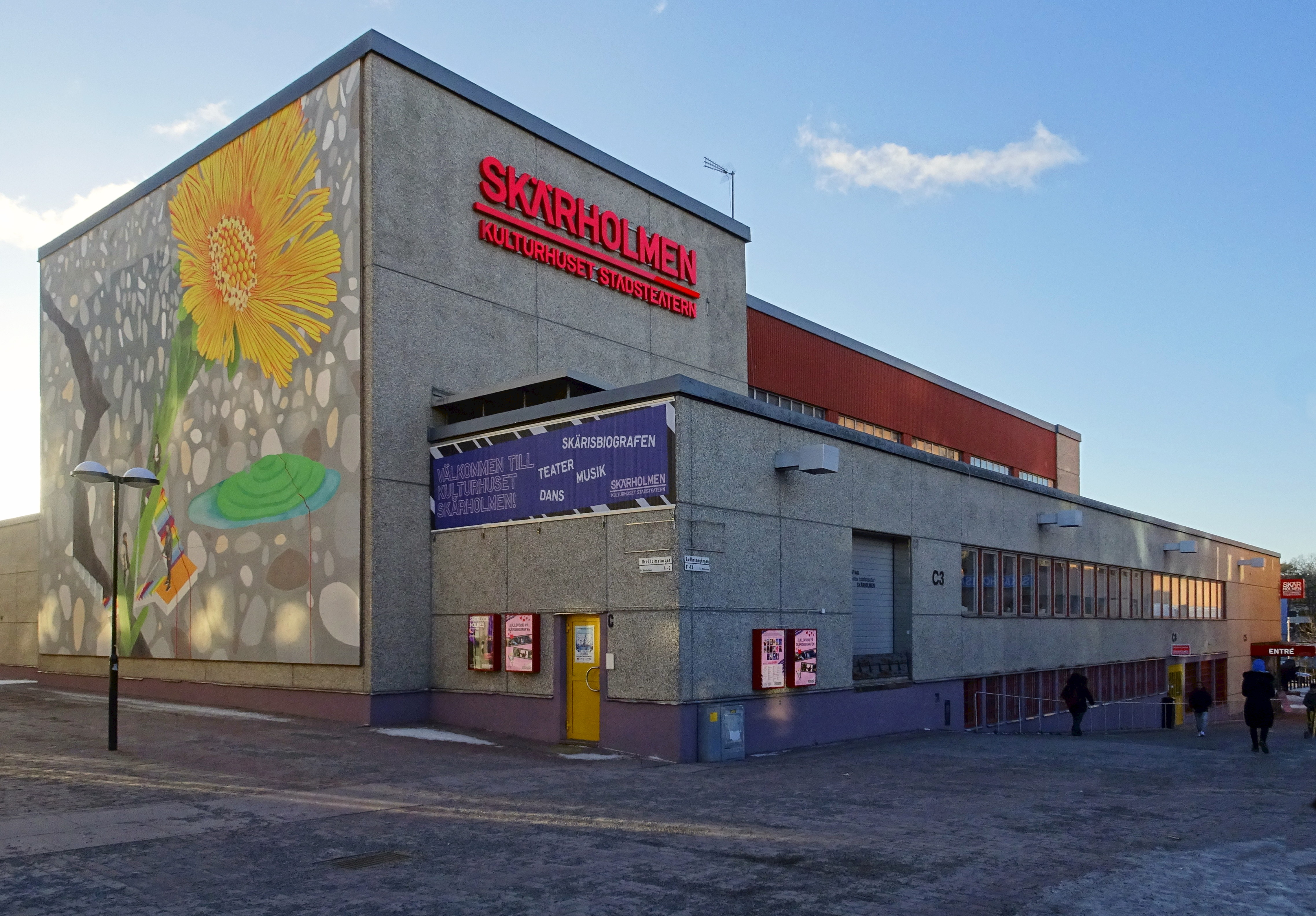
Kulturhuset Stadsteatern Skärholmen.
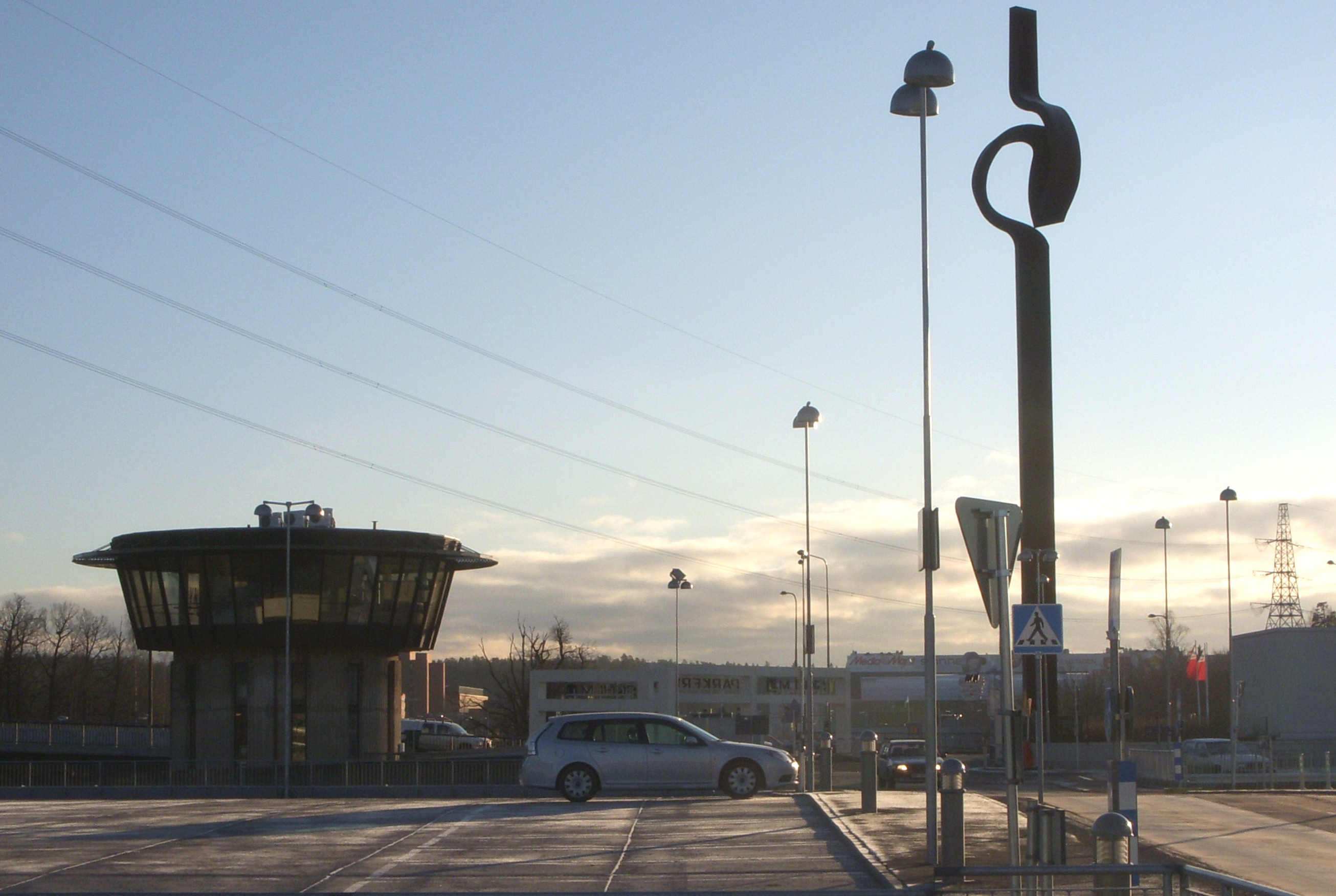
Parkeringsdäck med "flygledartornet" och Aston Forsbergs skulptur "Vridande moment"
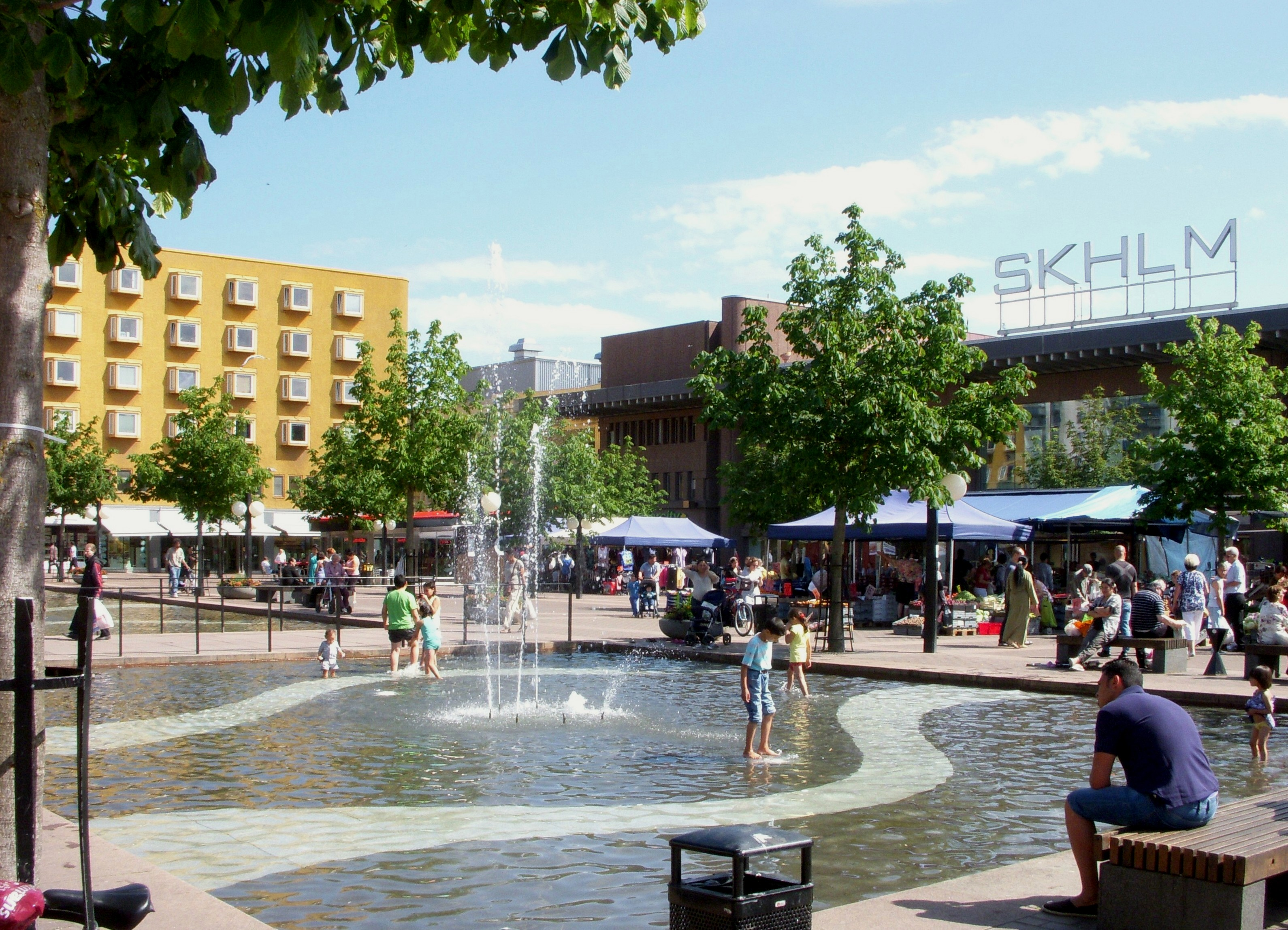
Fontän, i bakgrunden skymtar "Gula huset".
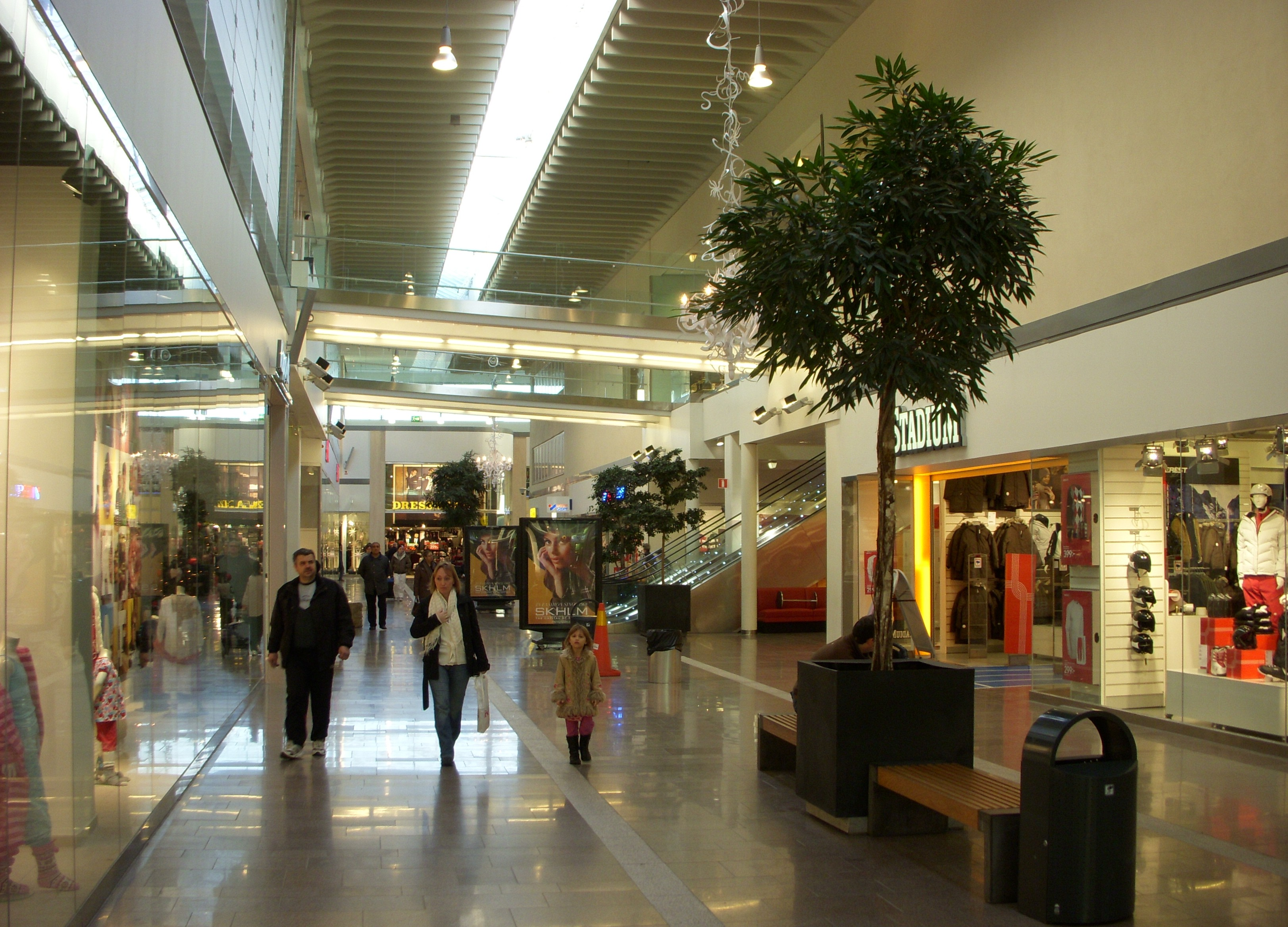
Skärholmens centrum efter renoveringen 2008.
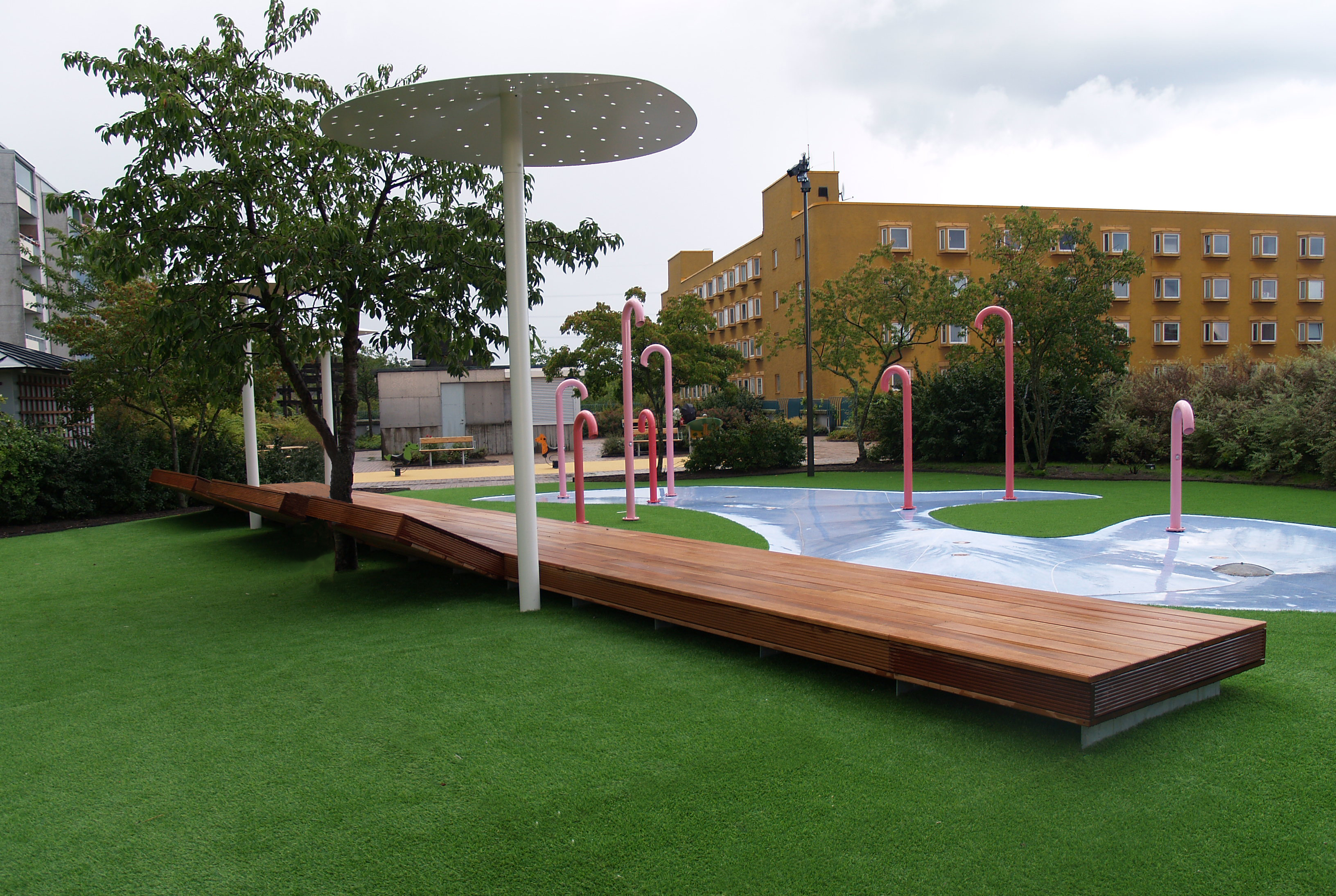
På Skärholmsterrassen ovanför torget finns Flamingoparken.

## Parker och grönområden
Utmed Mälaren och Mälarstranden finns en strandpromenad som sträcker sig genom Sätraskogens naturreservat, från Liljeholmen till Vårberg. Här har man utblick över Mälaren mot Ekerölandet. Längs promenaden finns två badplatser, Mälarhöjdsbadet och Sätrastrandsbadet. Vid promenaden finns bland annat utegym och möjlighet att stanna till vid kulturhistoriska byggnader och platser såsom Lyran, Skärholmens gård och Sätra varv.  
Ovanför Skärholmstorget, på Skärholmsterrassen finns Flamingoparken som bland annat innehåller en vattenlek under sommarhalvåret. Parken ligger ovanför tunnelbanestationen och går att nå via trappor och hiss. Parken är designad av Johan Ferner Ström, som även har designat puckelbollplanen i Västerholmsparken i Skärholmen. 

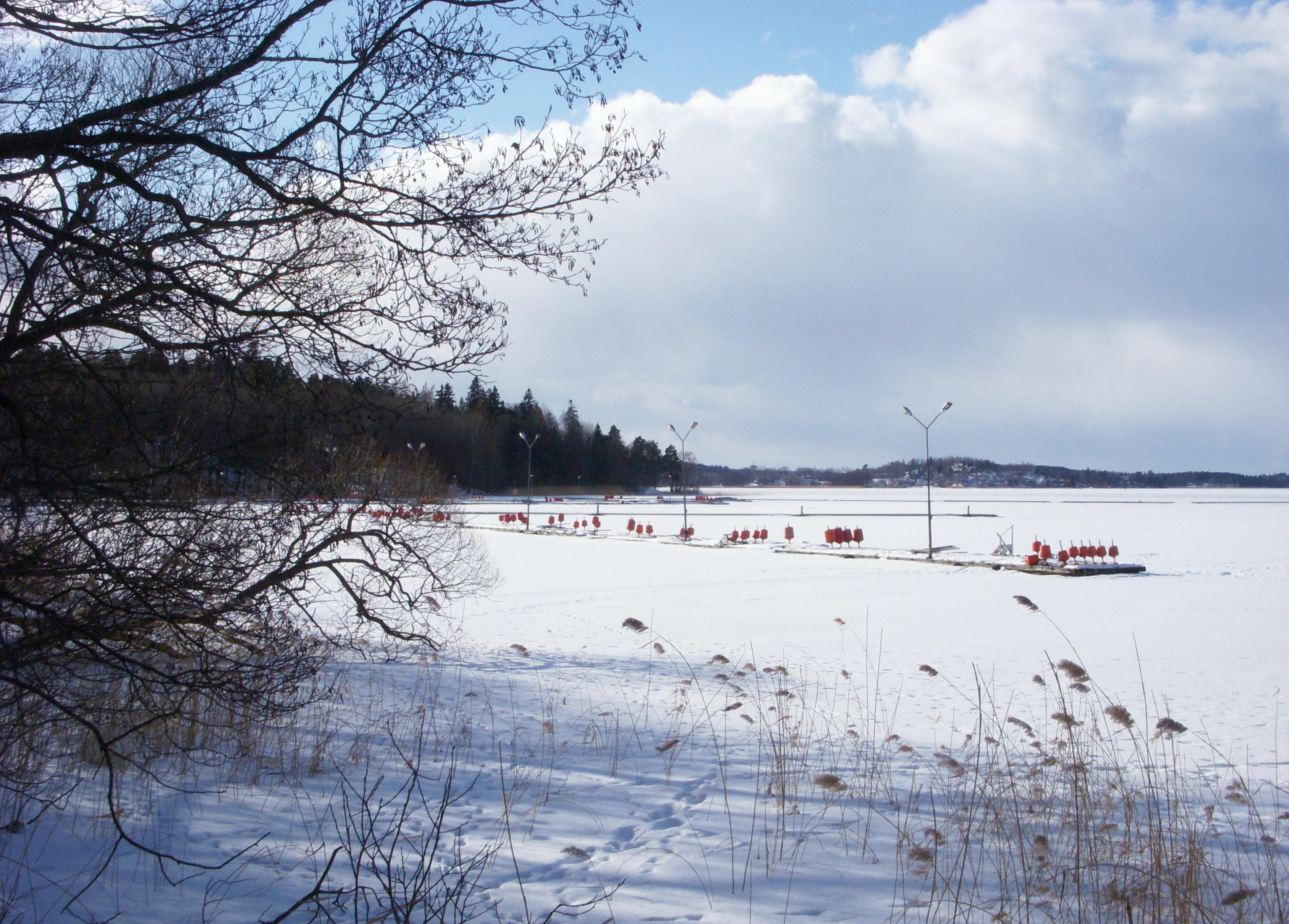
Fiskarfjärden vid Skärholmens gård, vy mot väst.
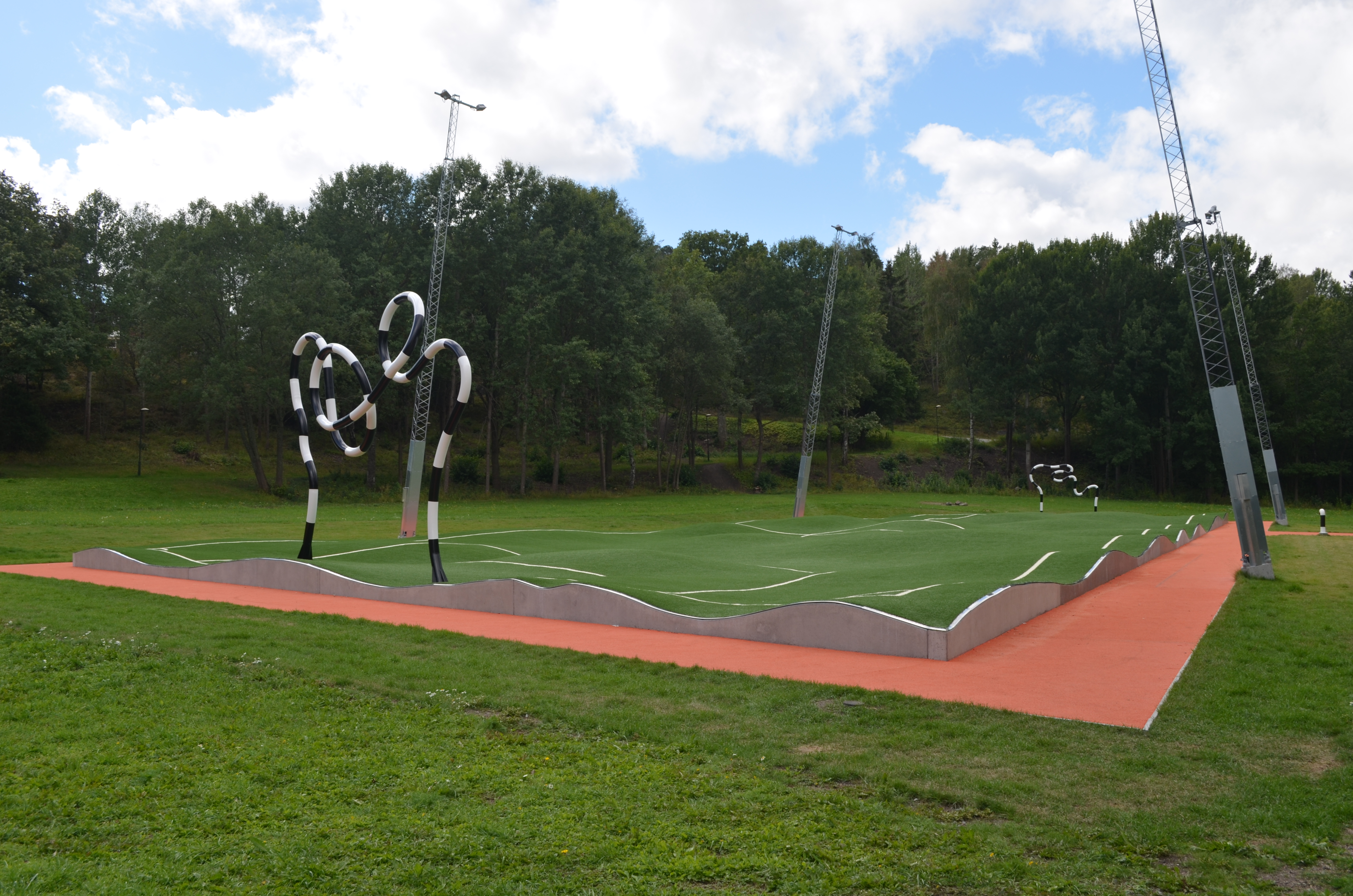
Puckelbollplan i Västerholmsparken.
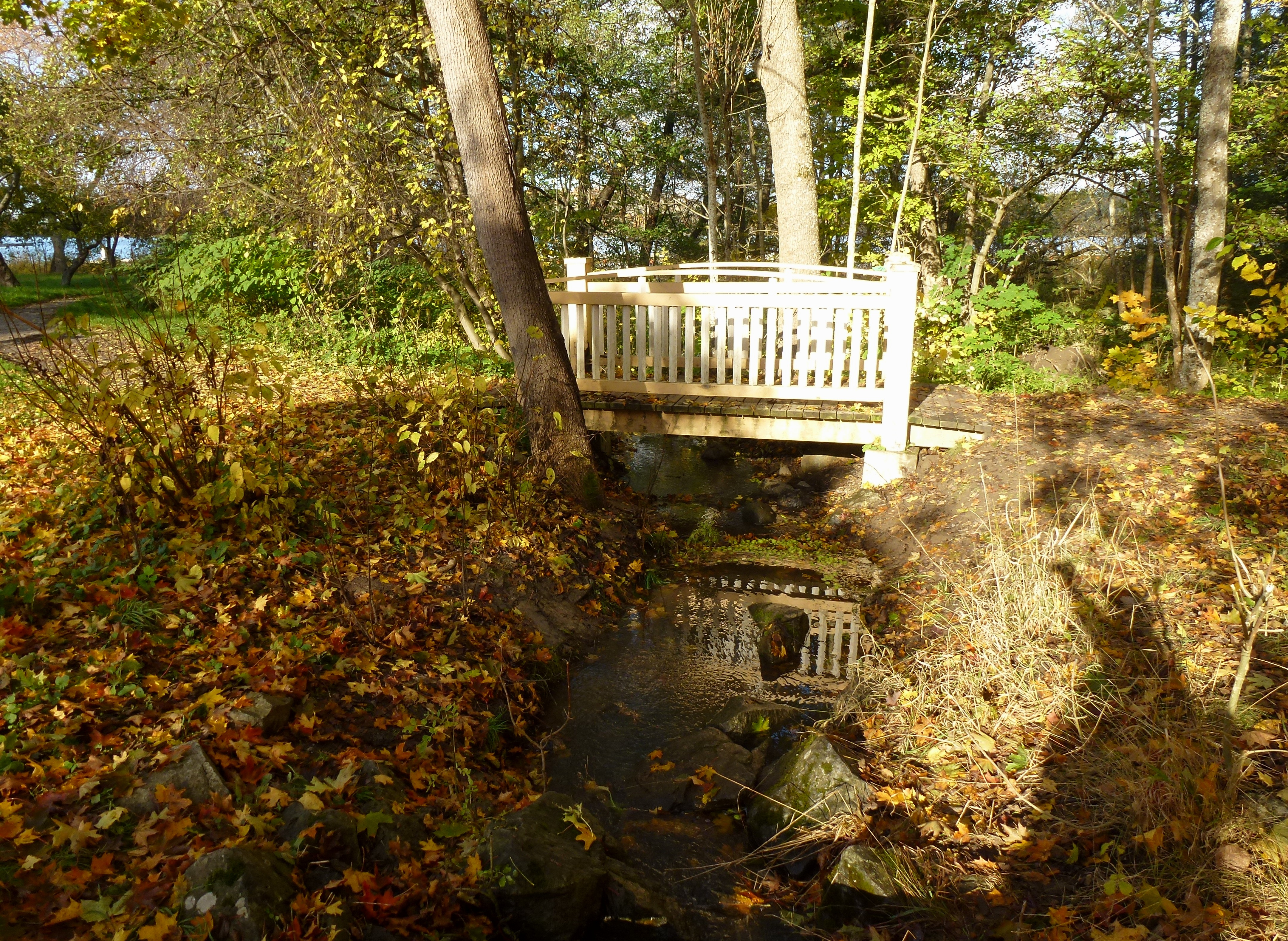
Skärholmsbäcken vid Skärholmens gård
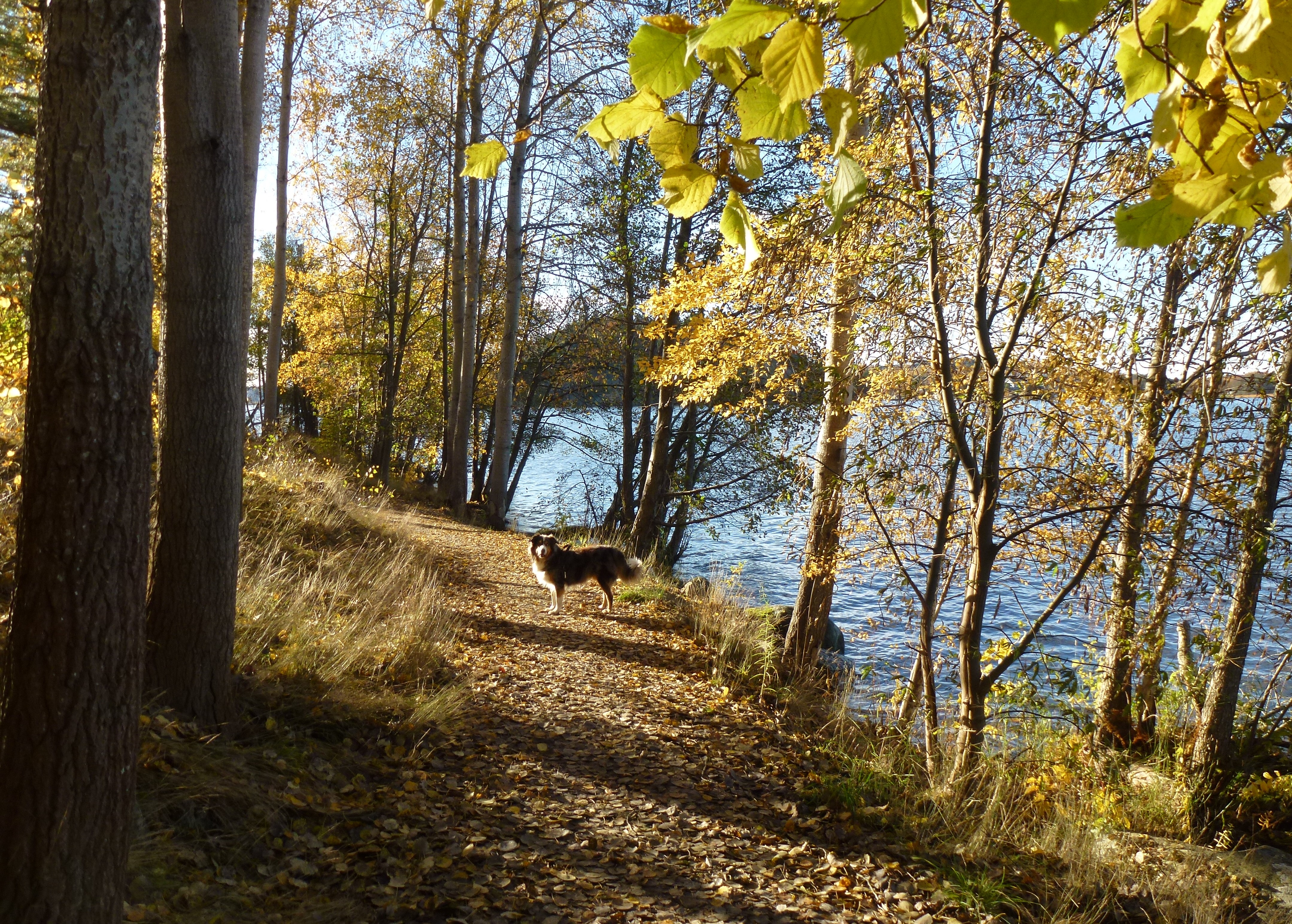
Skärholmens strandpromenad går längs Mälaren
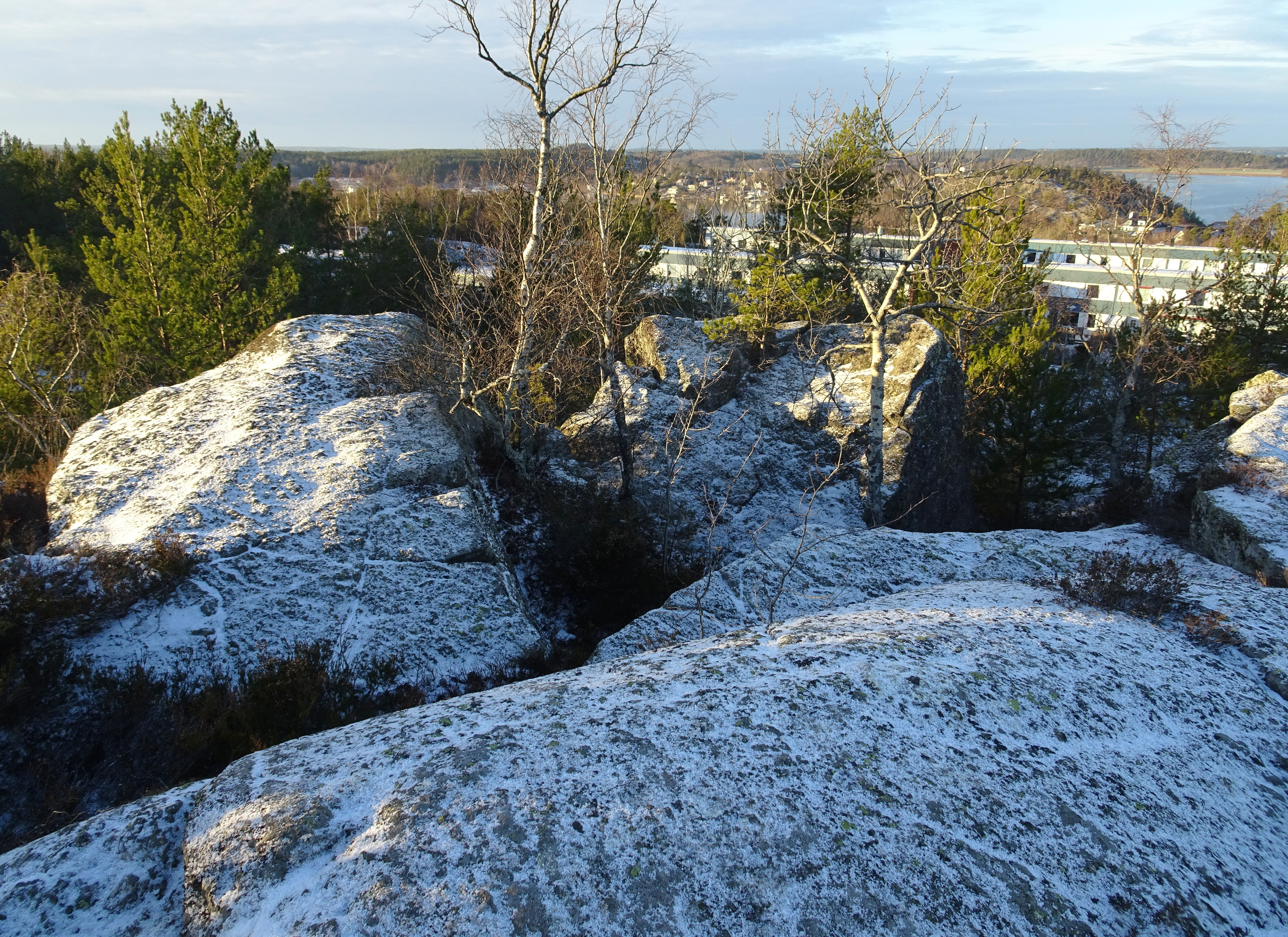
Vikingaberget är Stockholms kommuns högsta naturliga punkt, 77,24 meter över havet.

## Föreningsliv i Skärholmen
I hela stadsdelsnämndsområdet finns över 120 ideella föreningar och i stadsdelen Skärholmen finns ett antal föreningar som riktar sig främst till barn och ungdomar . En av dessa föreningar är Club Syd Center, för barn och ungdomar som är intresserade av att spela basket, amerikansk flagg-fotboll, softball och amerikanska bollsporter. I stadsdelen finns även scoutföreningen Vårberg-Skärholmens scoutkår, sedan 2014, och som riktar sig till barn och ungdomar i åldern 8–11 år. Andra föreningar som finns i Skärholmen är bland annat Skärholmens Konstförening, Skärholmens hembygdsförening, PRO Skärholmen, Medborgarskolan och ABF Skärholmen.

## Demografi
Den 31 december 2022 hade stadsdelen 8 615 invånare, varav cirka 83,8% med utländsk bakgrund.

## Tunnelbanestationen

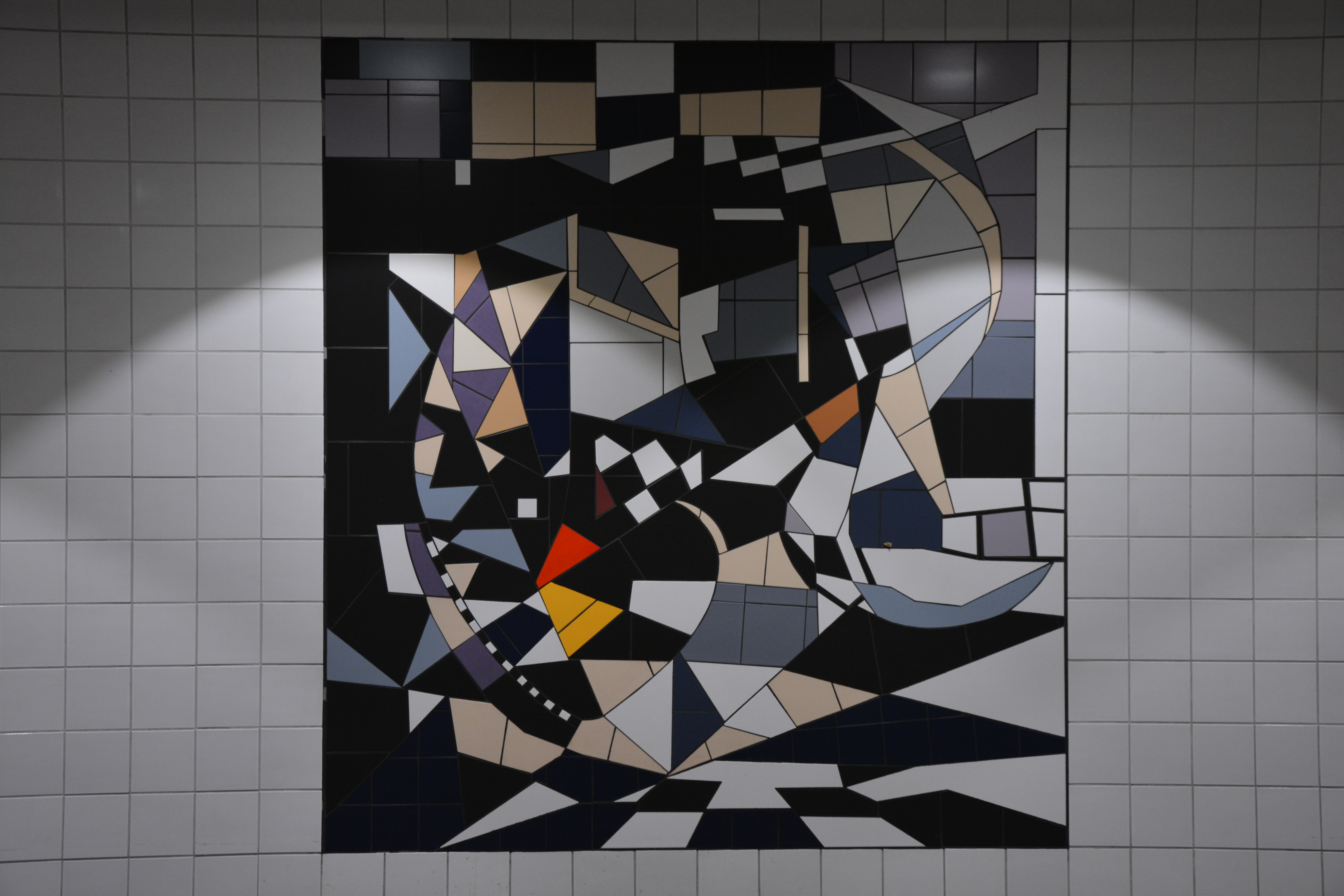
Konst i Skärholmens tunnelbana.

Skärholmens tunnelbanestation ligger på röda linjen inom Stockholms tunnelbana, mellan stationerna Sätra och Vårberg. Från Skärholmen tar det cirka 20 minuter till Slussen och cirka 24 minuter till T-centralen. Stationen invigdes 1 mars 1967. Konstnärlig utsmyckning på perrongen är 23 bilder från soluppgång till solnedgång från en plats i New Mexico i USA, avbildade i av Ulf Wahlberg, 1990.

## Några som vuxit upp eller bor i Skärholmen
- Mia Törnblom – författare, föreläsare och livscoach
- Lillemor Östlin – är en svensk författare och f.d. kriminell.
- Daniel Suhonen – debattör och författare, grundare till Katalys.
- Al Pitcher – ståuppkomiker[källa behövs]
- KSMB - Punkband

## Religiösa byggnader

### Kyrkor
- Mikaelikyrkan (Equmeniakyrkan) är belägen alldeles norr om "busstorget" (Skärholmsplan) i nordöstra delen av Skärholmens centrum.
- Skärholmens kyrka tillhör Skärholmens församling (Svenska kyrkan). Kyrkan invigdes 1976 och ligger i västra kanten av Skärholmstorget.

### Moskéer
- Skärholmens moské tillhör Islamiska stiftelsen i Skärholmen. Man samarbetar med Skärholmens Islamiska Kulturförening (SKIKF) som är medlem i Sveriges Muslimska Förbund (SMF). Man har också ett nära samarbete med den islamistiska rörelsen Milli Görüs (IGMG).[15] Föreningen och moskén finns sedan cirka 1989 vid Bredholmstorget (mitt emot Skärholmens gymnasium).
- Planering sker för en ny större moské Stockholm Mevlana Moské & Utbildningscenter (3500 kvadratmeter) med två stora minareter. Bygget planeras stå färdigt 2025 och byggs av förbundet SIGS (Sveriges Islamisk Gemenskap). Finansieras av folket, ej från utlandet (enbart gåva) För mer information se moskéns hemsida www.smmu.se[15]

## Folkhögskolor i Skärholmen
- Södra Stockholms folkhögskola
- Röda Korsets folkhögskola